# Шарлотта Ремплінґ

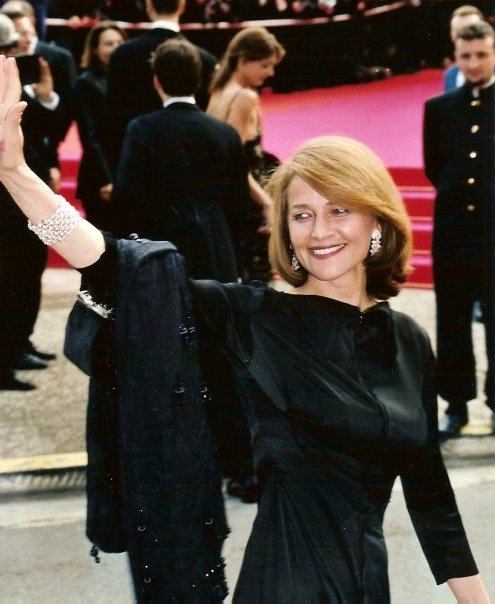
Шарлотта Ремплінг у Каннах (2001)

Тесса Шарло́тта Ре́мплінґ (англ. Charlotte Rampling, нар. 5 лютого 1946, Стермер, Ессекс, Велика Британія) — британська акторка театру, кіно та телебачення, співачка та модель.

## Біографія
Дочка військовика, що став одним із командувачів НАТО. Ремплінґ навчалася в елітних навчальних закладах Англії та Франції. Почавши кар'єру моделі, дебютувала в кіно 1965 епізодичною роллю. Уже наступного року Ремплінґ звернула на себе увагу в чорній комедії «Дівча Джорджі», а в 1969 зіграла у Лукіно Вісконті в картині «Загибель богів».
На початку 1970-х за Ремплінґ закріпилося амплуа сексуальних, часто перверсивних жінок. Такими були її ролі в італійських фільмах «Прощай, жорстокий брат» (1971, за п'єсою Джона Форда «Шкода, що вона повія») і «Нічний портьє» (1974, режисер Ліліана Кавані). Фільм «Нічний портьє» про садомазохістський роман між есесівцем і ув'язненою концтабору викликав скандал і приніс Ремплінґ міжнародну популярність. У 1975 вона зіграла в екранізації роману Раймонда Чандлера «Прощай, кохана», того ж року знялася в головній ролі у фільмі Адріано Челентано «Юппі-Ду». У 1978 одружилася з французьким композитором Жаном Мішелем Жарром.
Серед найкращих ролей — роботи в комедії Вуді Аллена «Спогад про „Зоряний пил“» (1980) і в судовій драмі Сідні Люмета «Вердикт» (1982). Ремплінґ багато знімалася у Франції, зокрема у Іва Буассе в «Бузковому таксі» (1977) і в Клода Лелуша (1984). У чорній комедії Наґіси Осіми «Макс, моя любов» (Франція, 1985) зіграла дружину дипломата, що бере в коханці шимпанзе. У 1987 знялася в невеликій ролі в Алана Паркера у фільмі «Ангельське серце», у 1988 — в картині Девіда Гейра «Париж вночі» (Paris by Night). У 1990-і роки Ремплінґ у кіно знімалася мало. У 1997 вона зіграла в екранізації романа Генрі Джеймса «Крила голубки».

## Фільмографія
| Рік  | Фільм                                                | Персонажка                     |
| ---- | ---------------------------------------------------- | ------------------------------ |
| 1965 | The Knack …and How to Get It (uncredited)            | Water Skier                    |
| 1965 | Rotten to the Core                                   | Sara Capell                    |
| 1966 | Georgy Girl                                          | Meredith                       |
| 1967 | The Long Duel                                        | Jane                           |
| 1968 | Sequestro di persona                                 | Christina                      |
| 1969 | Target: Harry                                        | Ruth Carlyle                   |
| 1969 | Загибель богів (англ. The Damned)                    | Elisabeth Thallman             |
| 1969 | Three                                                | Marty                          |
| 1971 | Vanishing Point                                      | Hitchhiker (scenes deleted)    |
| 1971 | Addio, fratello crudele                              | Annabella                      |
| 1971 | The Ski Bum                                          | Samantha                       |
| 1972 | Henry VIII and His Six Wives                         | Anne Boleyn                    |
| 1972 | Corky                                                | Corky's Wife                   |
| 1972 | Asylum                                               | Barbara                        |
| 1973 | Giordano Bruno                                       | Fosca                          |
| 1974 | Зардоз                                               | Consuella                      |
| 1974 | Caravan to Vaccares                                  | Lila                           |
| 1974 | Нічний портьє                                        | Lucia Atherton                 |
| 1975 | Юппі-Ду (італ. Yuppi du)                             | Silvia                         |
| 1975 | La Chair de l'orchidée                               | Claire                         |
| 1975 | Farewell, My Lovely                                  | Helen Grayle                   |
| 1976 | Foxtrot                                              | Julia                          |
| 1976 | Sherlock Holmes in New York (TV)                     | Irene Adler                    |
| 1977 | Бузкове таксі (фр. Un taxi mauve)                    | Sharon                         |
| 1977 | Orca                                                 | Rachel Bedford                 |
| 1980 | Спогади про «Зоряний пил»                            | Dorrie                         |
| 1982 | Вердикт (англ. The Verdict)                          | Laura Fischer                  |
| 1983 | Infidelities                                         | TV Flaminia                    |
| 1984 | Viva la vie!                                         | Catherine Perrin               |
| 1985 | On ne meurt que 2 fois                               | Barbara Spark                  |
| 1985 | Tristesse et beauté                                  | Léa Uéno                       |
| 1986 | Max, Mon Amour                                       | Margaret Jones                 |
| 1987 | Angel Heart                                          | Margaret Krusemark             |
| 1987 | Mascara                                              | Gaby Hart                      |
| 1988 | Париж вночі (англ. Paris by Night)                   | Clara Paige                    |
| 1988 | D.O.A.                                               | Mrs. Fitzwaring                |
| 1989 | Rebus                                                | Miriam, contessa di Du Terrail |
| 1992 | La Femme abandonnée (TV)                             | Fanny de Lussange              |
| 1993 | Hammers Over the Anvil                               | Grace McAlister                |
| 1993 | Asphalt Tango                                        | Marion                         |
| 1994 | Murder in Mind (TV)                                  | Sonya Davies                   |
| 1994 | Time Is Money                                        | Irina Kaufman                  |
| 1995 | Samson le magnifique (TV)                            | Isabelle de Marsac             |
| 1996 | La Dernière fête (TV)                                | La marquise                    |
| 1996 | Invasion of Privacy                                  | Deidre Stiles, Josh's Attorney |
| 1997 | The Wings of the Dove                                | Aunt Maude                     |
| 1999 | Great Expectations (TV)                              | Miss Havisham                  |
| 1999 | The Cherry Orchard                                   | Lyubov Ranyevskaya             |
| 2000 | My Uncle Silas (TV Series)                           | Sylvia Featherstone            |
| 2000 | Signs & Wonders                                      | Marjorie                       |
| 2000 | Hommage à Alfred Lepetit                             |                                |
| 2000 | Aberdeen                                             | Helen                          |
| 2000 | Sous le sable                                        | Marie Drillon                  |
| 2001 | The Fourth Angel                                     | Kate Stockton                  |
| 2001 | Superstition                                         | Frances Matteo                 |
| 2001 | Spy Game                                             | Ann Cathcart                   |
| 2002 | Цілуйте кого хочете (фр. Embrassez qui vous voudrez) | Elizabeth Lannier              |
| 2003 | I'll Sleep When I'm Dead                             | Helen                          |
| 2003 | Басейн (англ. Swimming Pool)                         | Sarah Morton                   |
| 2003 | Август. Перший імператор (TV)                        | Livia                          |
| 2003 | The Statement                                        | Nicole                         |
| 2004 | Jerusalemski sindrom                                 |                                |
| 2004 | Immortel (ad vitam)                                  | Elma Turner                    |
| 2004 | The Keys to the House                                | Nicole                         |
| 2005 | Lemming                                              | Alice Pollock                  |
| 2005 | На південь (фр. Vers le sud)                         | Ellen                          |
| 2006 | Основний інстинкт 2 (англ. Basic Instinct 2)         | Milena Gardosh                 |
| 2006 | Désaccord parfait                                    | Alice d'Abanville              |
| 2007 | Angel                                                | Hermione Gilbright             |
| 2007 | Caótica Ana                                          | Justine                        |
| 2008 | Deception                                            | Wall Street Belle              |
| 2008 | Babylon A.D.                                         | Noelite High Priestess         |
| 2008 | Герцогиня (англ. The Duchess)                        | Леді Спенсер                   |
| 2009 | Boogie Woogie                                        | Emille                         |
| 2009 | Life During Wartime                                  | Jacqueline                     |
| 2010 | Ніколи не відпускай мене (англ. Never Let Me Go)     |                                |
| 2011 | Меланхолія (дан. Melancholia)                        | Гебі                           |
| 2012 | Чиста шкіра (англ. Cleanskin)                        |                                |
| 2013 | Молода і прекрасна (фр. Jeune et jolie)              | Аліс                           |
| 2013 | Декстер (англ. Dexter)                               |                                |
| 2015 | 45 років (англ. 45 Years)                            | Кейт Мерсер                    |
| 2017 | Занурення (англ. Submergence)                        | Альма                          |
| 2017 | Ейфорія (англ. Euphoria)                             |                                |
| 2018 | Червоний горобець (англ. Red Sparrow)                |                                |
| 2021 | Бенедетта (англ. Benedetta)                          |                                |
| 2021 | Дюна (англ. Dune)                                    | Преподобна мати Могіам         |